# A PFG 2009-2010
Sezonul 2009-10 al A PFG este al 86-lea sezon care are loc în Bulgaria. A început pe 8 august 2009 și s-a terminat pe 30 mai 2010. Levski Sofia este campioana sezonului A PFG 2008-2009.

## Schimbări de echipe din 2008-09
Echipe promovate din B PFG 2008-09
- B PFG Vest:Montana
- B PFG Est:Beroe
- Play-offs: Sportist Svoge

Echipe retrogradate pentru B PFG 2009-10
- Locul l4: Vihren
- Locul 15: Spartak Varna
- Locul 16: Belasitsa

## Echipele sezonului și localizarea pe hartă
| Club              | Locația      | Antrenor            | Stadionul                  | Capacitatea | Căpitanul echipei  |
| ----------------- | ------------ | ------------------- | -------------------------- | ----------- | ------------------ |
| Beroe             | Stara Zagora | Ilian Iliev         | Beroe                      | 25,000      | Slavi Zhekov       |
| Botev             | Plovdiv      | Enrico Piccioni     | Hristo Botev (Plovdiv)     | 22,000      | Vasil Vasilev      |
| Cerno More        | Varna        | Velizar Popov       | Ticha                      | 12,500      | Georgi Iliev       |
| Cernomoreț        | Burgas       | Krassimir Balakov   | Lazur                      | 18,037      | Cvetomir Conkov    |
| CSKA              | Sofia        | Adalbert Zafirov    | Bulgarian Army             | 22,015      | Todor Yanchev      |
| Levski            | Sofia        | Georgi Ivanov       | Georgi Asparuhov           | 29,200      | Georgi Petkov      |
| Litex             | Lovech       | Angel Chervenkov    | Gradski Stadion            | 7,050       | Ivelin Popov       |
| Lokomotiv Mezdra  | Mezdra       | Voyn Voynov         | Lokomotiv (Mezdra)         | 5,000       | Strati Iliev       |
| Lokomotiv Plovdiv | Plovdiv      | Ayan Sadakov        | Lokomotiv (Plovdiv)        | 13,800      | Georgi Mechedzhiev |
| Lokomotiv Sofia   | Sofia        | Dragomir Okuka      | Lokomotiv (Sofia)          | 22,000      | Georgi Markov      |
| Minior            | Pernik       | Anton Velkov        | Minyor                     | 8,000       | Ivaylo Ivanov      |
| Montana           | Montana      | Stevica Kuzmanovski | Ogosta                     | 8,000       | Ventsislav Ivanov  |
| Sliven 2000       | Sliven       | Dian Petkov         | Hadzhi Dimitar             | 15,000      | Miroslav Mindev    |
| Pirin             | Blagoevgrad  | Stefan Grozdanov    | Hristo Botev (Blagoevgrad) | 11,000      | Georgi Georgiev    |
| Slavia            | Sofia        | Velislav Vutsov     | Ovcha Kupel                | 32,000      | Yordan Petkov      |
| Sportist          | Svoge        | Stoycho Stoev       | Chavdar Cvetkov            | 3,500       | Todor Kyuchukov    |

## Clasament
| Poz | Echipa               | MJ | V  | E  | Î  | GM | GP | G   | Pct | Promovare sau retrogradare                             |
| --- | -------------------- | -- | -- | -- | -- | -- | -- | --- | --- | ------------------------------------------------------ |
| 1   | Litex Loveci (C)     | 30 | 22 | 4  | 4  | 59 | 17 | +42 | 70  | Liga Campionilor 2010-11 Turul doi preliminar          |
| 2   | CSKA Sofia           | 30 | 16 | 10 | 4  | 51 | 25 | +26 | 58  | UEFA Europa League 2010–11 Runda a III a de calificare |
| 3   | Levski Sofia         | 30 | 17 | 6  | 7  | 57 | 26 | +31 | 57  | UEFA Europa League 2010–11 Runda a II a de calificare  |
| 4   | Lokomotiv Sofia      | 30 | 15 | 7  | 8  | 47 | 33 | +14 | 52  |                                                        |
| 5   | Cernomoreț Burgas    | 30 | 15 | 6  | 9  | 44 | 29 | +15 | 51  |                                                        |
| 6   | Slavia Sofia         | 30 | 14 | 8  | 8  | 34 | 28 | +6  | 50  |                                                        |
| 7   | Cerno More Varna     | 30 | 13 | 9  | 8  | 40 | 28 | +12 | 48  |                                                        |
| 8   | Minior Pernik        | 30 | 13 | 6  | 11 | 38 | 26 | +12 | 45  |                                                        |
| 9   | Pirin Blagoevgrad    | 30 | 11 | 10 | 9  | 34 | 32 | +2  | 43  |                                                        |
| 10  | Beroe Stara Zagora   | 30 | 10 | 8  | 12 | 30 | 36 | −6  | 38  | Format:Fb runda2 2010-2011 UEL QR3 1                   |
| 11  | PFC Montana          | 30 | 9  | 9  | 12 | 30 | 37 | −7  | 36  |                                                        |
| 12  | Lokomotiv Plovdiv    | 30 | 9  | 6  | 15 | 36 | 52 | −16 | 33  |                                                        |
| 13  | OFC Sliven 2000      | 30 | 9  | 5  | 16 | 29 | 40 | −11 | 32  |                                                        |
| 14  | Lokomotiv Mezdra (R) | 30 | 7  | 6  | 17 | 30 | 48 | −18 | 27  | Retrogradare în B PFG                                  |
| 15  | Sportist Svoge (R)   | 30 | 5  | 4  | 21 | 23 | 59 | −36 | 19  | Retrogradare în B PFG                                  |
| 16  | Botev Plovdiv (R)    | 30 | 1  | 4  | 25 | 12 | 78 | −66 | 012 | Retrogradare în B PFG                                  |

Sursa: Soccerway
Reguli de clasare: 
1st points; 2nd head-to-head points; 3rd head-to-head goal difference; 4th head-to-head goals scored; 5th head-to-head away goals scored; 6th goal difference; 7th goals scored.
1Via Cupa Bulgariei 2009–10. 
2Botev Plovdiv were expelled from the league during the winter break because they were unable to meet the criteria required to continue the season, and deducted six points for administrative irregularities. All of their remaining matches have been scratched and will be counted as a 3–0 win for their opponents.
POZ = Poziția în clasament; (C) = Campioană; (R) = Retrogradată; (P) = Promovată; (E) = Eliminată; (O) = Câștigătoare de play-off; (A) = Avansează în runda următoare. 
Aplicabil doar când sezonul nu este terminat: 
(Q) = Calificare în faza competiției indicată; (TQ) = Calificare în competiție, dar încă nu în faza indicată; (RQ) = Calificată în competiția de retrogradare indicată; (DQ) = Descalificată din competiție.

## Rezultate
| Acasă \ Deplasare[1] | Beroe Stara Zagora | Botev Plovdiv | Cherno More Varna | Chernomorets Burgas | CSKA Sofia | Levski Sofia | Litex Lovech | Lokomotiv Mezdra | Lokomotiv Plovdiv | Lokomotiv Sofia | Minyor Pernik | Montana | OFC Sliven | Pirin Blagoevgrad | Slavia Sofia | Sportist Svoge |
| Beroe Stara Zagora   |                    | 3–1           | 0–0               | 1–1                 | 0–0        | 1–3          | 3–0          | 1–0              | 0–1               | 2–1             |               | 0–0     |            | 1–1               |              | 1–0            |
| Botev Plovdiv        |                    |               | 0–32              |                     | 0–1        | 0–32         | 0–32         |                  | 1–0               | 0–32            | 0–3           | 2–3     | 0–32       | 2–2               | 0–1          | 1–1            |
| Cerno More Varna     | 0–0                | 3–0           |                   | 2–0                 | 0–0        |              | 0–0          | 2–0              | 3–2               | 4–2             | 1–0           |         | 4–0        |                   | 1–1          | 3–0            |
| Cernomoreț Burgas    | 0–2                | 2–0           | 2–1               |                     |            | 1–1          | 1–2          | 3–0              | 2–1               | 0–2             |               | 1–1     | 2–0        | 2–1               |              | 3–0            |
| CSKA Sofia           | 3–0                | 3–02          |                   | 0–0                 |            | 2–0          |              | 4–0              | 3–2               |                 | 0–3           | 1–1     | 1–0        | 1–1               | 2–0          | 4–1            |
| Levski Sofia         | 0–1                | 5–0           | 3–0               | 0–1                 | 0–0        |              | 2–2          | 3–1              | 2–0               | 1–2             | 3–1           | 3–1     |            |                   | 3–0          |                |
| Litex Loveci         |                    | 2–1           | 4–0               |                     | 2–0        | 3–0          |              | 3–0              | 5–0               |                 | 1–0           | 3–0     | 1–0        | 0–1               | 1–0          | 2–0            |
| Lokomotiv Mezdra     | 2–1                | 2–2           | 1–2               | 0–5                 | 4–03       |              | 0–5          |                  | 0–0               | 1–2             |               | 0–2     |            | 4–0               | 0–0          | 2–1            |
| Lokomotiv Plovdiv    | 1–3                |               | 1–0               | 2–1                 | 0–5        | 2–2          |              | 0–1              |                   |                 | 3–3           |         | 1–2        | 2–0               | 0–2          | 3–0            |
| Lokomotiv Sofia      | 2–0                | 2–2           |                   |                     | 2–2        | 2–0          | 0–1          | 2–1              | 3–0               |                 | 1–1           | 0–0     | 2–0        | 1–0               |              | 3–2            |
| Minior Pernik        | 3–0                | 3–02          | 1–0               | 2–0                 |            | 0–2          | 0–1          | 1–0              |                   | 1–2             |               | 1–1     | 4–2        | 0–1               | 0–1          |                |
| PFC Montana          |                    | 3–02          | 1–2               | 2–0                 | 1–2        |              | 0–0          |                  | 2–3               | 0–1             | 0–0           |         | 0–0        | 0–3               | 2–0          | 1–0            |
| OFC Sliven 2000      | 1–1                | 3–0           | 0–0               | 0–1                 | 2–4        | 1–0          | 1–2          | 1–0              |                   | 1–3             | 1–3           | 1–0     |            |                   | 1–2          |                |
| Pirin Blagoevgrad    | 2–2                |               | 1–0               | 1–3                 | 0–0        | 0–2          | 4–1          |                  | 0–0               | 1–1             | 0–1           |         | 2–0        |                   | 1–0          | 2–0            |
| Slavia Sofia         | 3–1                | 3–02          |                   | 3–2                 |            | 1–3          | 1–1          | 1–0              |                   | 0–0             | 1–0           | 4–0     | 2–1        | 0–0               |              | 1–0            |
| Sportist Svoge       | 1–2                |               | 2–1               | 0–0                 | 0–2        | 2–3          |              | 0–4              | 2–1               | 1–5             | 0–1           |         | 1–0        | 1–1               | 1–1          |                |

Ultima actualizare: 13 aprilie 2010
Sursa: Soccerway
1Echipa gazdă este listată în coloana din stânga.
2Matches awarded after Botev's expulsion during the winter break.
3The match was abandoned in the 66th minute with Lokomotiv Mezdra leading 1–0 due to a pitch invasion by CSKA supporters. The match was awarded to Lokomotiv Mezdra 4–0; CSKA Sofia were fined $10,370 and their stadium was suspended for three matches.
Culori: Albastru = gazda e câștigătoare; Galben = egal; Roșu = oaspeții sunt câștigători.

| Sursa:Bulgarian PFL official site Arhivat în 3 februarie 2010, la Wayback Machine. 16 goluri - Martin Kamburov (Lokomotiv Sofia) 13 goluri - Wilfried Niflore (Litex Lovech) 11 goluri - Junior (Slavia Sofia) 10 goluri - Georgi Andonov (Beroe) - Ismail Isa (Lokomotiv Mezdra) 9 goluri - Deyan Hristov (Sliven) 8 goluri - Goran Janković (Minyor Pernik) - Ivan Stoyanov (CSKA Sofia) 7 goluri - Miroslav Antonov (Sportist Svoge / Levski Sofia) - Hristo Yovov (Levski Sofia) - Yordan Todorov (CSKA Sofia / Lokomotiv Plovdiv) 6 goluri - Daniel Mladenov (Pirin Blagoevgrad) - Cedric Bardon (Levski Sofia) - Hristo Yanev (Litex Lovech) - Miroslav Manolov (Cherno More) - Emanuele Morini (Botev Plovdiv) | Sursa:Sportal Arhivat în 12 decembrie 2009, la Wayback Machine. 7 pase - Daniel Peev (Pirin / Slavia Sofia) 6 pase - Wilfried Niflore (Litex Lovech) 5 pase - Galin Ivanov (Slavia Sofia) - Roberto Carboni (Chernomorets Burgas) - Strati Iliev (Lokomotiv Mezdra) 4 pase - Hristo Yanev (Litex Lovech) - Georgi Iliev (Cherno More) - Slavi Zhekov (Beroe) - Todor Kolev (Slavia Sofia) - Velimir Ivanovic (Minyor Pernik) - Adrián Fernández (Chernomorets Burgas) 3 pase - Derek Asamoah (Lokomotiv Sofia) - Rui Miguel (CSKA Sofia) - Darko Tasevski (Levski Sofia) - Pavle Popara (Slavia Sovia) - Dragi Kotsev (Pirin) - Zdravko Lazarov (Cherno More) / (Lokomotiv Plovdiv) - Doncho Atanasov (Beroe) - Luiz Eduardo (Montana) - Iliya Iliev (Sliven) |